# Lüterkofen-Ichertswil
Lüterkofen-Ichertswil is een gemeente in het Zwitserse kanton Solothurn en maakt deel uit van het district Bucheggberg.
Lüterkofen-Ichertswil telt 715 inwoners.

## Geschiedenis
De gemeente werd in 1961 gevormd door de fusie van de toenmalige gemeenten Ichertswil en Lüterkofen.